# Dysphania oblanceolata
Dysphania oblanceolata är en amarantväxtart som först beskrevs av Carlos Luis Spegazzini och som fick sitt nu gällande namn av Sergej Mosyakin och Steven Earl Clemants. 
Dysphania oblanceolata ingår i släktet doftmållor och familjen amarantväxter. Inga underarter finns listade i Catalogue of Life.